# Just the Two of Us (album Matta Duska i Margaret)
Just the Two of Us – album studyjny kanadyjskiego wokalisty Matta Duska i polskiej piosenkarki Margaret, wydany 6 listopada 2015 przez wytwórnię Magic Records w dystrybucji Universal Music Polska.
Płyta składa się z trzynastu utworów, będących interpretacjami standardów jazzowych. Została nagrana w Kanadzie i w Polsce, a jej producentem był Matt Dusk. Wydawnictwo promowały dwa single: „Just the Two of Us” oraz „‘Deed I Do”. Album był notowany na 28. miejscu na polskiej liście sprzedaży OLiS i uzyskał w Polsce status platynowej płyty.

## Informacje o wydawnictwie
Na początku myśleliśmy o jednej piosence, a wyszła z tego cała płyta. Myślę, że to bardzo przyjemny album.

Pomysł współpracy Matta Duska i Margaret zrodził się w 2013 roku, kiedy to poznali się na jednej z imprez, gdzie oboje występowali. Artyści planowali początkowo nagranie jednej piosenki, jednak z czasem pomysł ten ewoluował i wykonawcy postanowili nagrać wspólnie pełny album w stylistyce jazzowej.
We wrześniu 2015 Margaret w programie Dzień Dobry TVN po raz pierwszy publicznie wyznała, że pracuje nad projektem jazzowym. Pierwsze informacje dotyczące wspólnej płyty Matta Duska i Margaret pojawiły się jednak dopiero w połowie października. Ujawniono wówczas tytuł albumu – Just the Two of Us – i jego datę premiery – 6 listopada 2015. Do promocji wydawnictwa wybrano dwa single: „Just the Two of Us” oraz „‘Deed I Do”, wydane 23 października 2015.
Część materiału z albumu była nagrywana w Toronto, a część w Warszawie. Producentem całego projektu był Matt Dusk.

## Wydanie i sprzedaż
Album został wydany 6 listopada 2015 w Polsce przez wytwórnię Magic Records w dystrybucji Universal Music Polska. Na płycie znalazły się interpretacje standardów jazzowych. Wydawnictwo w wersji standardowej objęło dwanaście kompozycji i jeden bonus, natomiast w poszerzonej wersji Limited Edition zawarło dodatkowo trzy bonusowe utwory.
Płyta znalazła się na 28. miejscu na liście pięćdziesięciu najlepiej sprzedających się albumów w Polsce. Wydawnictwo zdobyło ponadto certyfikat platynowej płyty za sprzedaż w nakładzie przekraczającym 30 tysięcy egzemplarzy.

Myślę, że głos Margaret robi z tego albumu coś wyjątkowego. Taki album nie jest unikatowy dla mnie, bo ludzie mogą spodziewać się ode mnie właśnie takiej muzyki. Ale Margaret jest wokalistką popową, a teraz śpiewa bardziej jazzowy repertuar.

18 grudnia 2015 album ukazał się na płycie winylowej.

## Promocja albumu
Margaret i Matt Dusk w celu promocji albumu udzielili szeregu różnych wywiadów m.in. dla Programu Pierwszego Polskiego Radia czy portali Onet.pl i JazzSoul.pl. Na początku listopada 2015 gościli w programie Dzień Dobry TVN, gdzie oprócz udzielenia wywiadu wystąpili również razem na scenie, wykonując piosenkę „Just the Two of Us”. 3 kwietnia 2016 artyści podpisywali wspólnie płyty Just the Two of Us w jednym z warszawskich salonów Empik.

## Twórcy
Opracowano na podstawie materiałów źródłowych.

- Matt Dusk – wokal, produkcja muzyczna
- Margaret – wokal, koprodukcja swojego wokalu
- Shelly Berger – aranżacja, koprodukcja
- John „Beetle” Bailey – realizacja nagrań, miksowanie
- Jarosław „Yaro” Płocica – realizacja nagrań, obróbka i koprodukcja wokalu Margaret
- Taylor Kernohan – dodatkowa inżynieria dźwięku
- Glen Beard – technik fortepianu
- Peter Letros – mastering
- Adrean Farrugia – fortepian
- Ross MacIntyre – gitara basowa
- Anthony Michelli – perkusja, instrumenty perkusyjne
- Rob Pilich – gitara
- Steve Macdonald – saksofon, flet
- Kevin Turcotte – trąbka
- Chris Aiken – realizacja nagrań, miksowanie (13, 14, 15)
- Michał Grott – aranżacja, akustyczna gitara basowa (13)
- Bartosz Jakubiec – gitara (13, 14, 15)
- Łukasz Sztaba – fortepian (13, 14, 15)
- Marta Grott – skrzypce (13)
- Kamil Kukła – perkusja (13)
- Zuza Krajewska – zdjęcia
- Tomasz Kudlak – projekt graficzny
- Paulina Grudzińska – menadżer projektu

- Pierwsza orkiestra skrzypiec: Freda Olson, Neil Sherman, Viola Malone, Merle Gregory, Bryan Pena, Angel Reeves, Katherine Joseph, Jamie Lynch, Derek Doyle, Devin Maldonado, Kathy Harvey, Kellie Howard
- Druga orkiestra skrzypiec: Wayne Williams, Yvonne Delgado, Barbara Lambert, Dewey White, Ivan Hunter, Jodi Joseph, Todd May, Joseph Boyd
- Altówki: Tara Burton, Shane Burns, Gerald Rose, Nancy Williamson, Dennis Wright, Clayton Bridges
- Wiolonczele: Darren Woods, Alfred Patterson, Lorraine Peters, Bill Ramsey

## Lista utworów
| Nr              | Tytuł                                              | Autorzy                                                 | Czas  |
| --------------- | -------------------------------------------------- | ------------------------------------------------------- | ----- |
| 1.              | „Quiet Nights of Quiet Stars”                      | Antônio Carlos Jobim, Gene Lees                         | 4:46  |
| 2.              | „Just the Two of Us”                               | Bill Withers, Ralph MacDonald, William Salter           | 3:30  |
| 3.              | „Something Stupid”                                 | Carson Parks                                            | 3:27  |
| 4.              | „‘Deed I Do”                                       | Fred Rose, Walter Hirsch                                | 6:10  |
| 5.              | „Gee Baby, Ain’t I Good to You”                    | Don Redman, Andy Razaf                                  | 4:48  |
| 6.              | „You Are the Sunshine of My Life”                  | Stevie Wonder                                           | 4:03  |
| 7.              | „Your Kiss Is on My List”                          | Daryl Hall, Janna Allen                                 | 4:59  |
| 8.              | „This Masquerade”                                  | Leon Russell                                            | 4:54  |
| 9.              | „Girl from Ipanema”                                | Antônio Carlos Jobim, Vinicius de Moraes, Norman Gimbel | 5:31  |
| 10.             | „How Insensitive”                                  | Antônio Carlos Jobim, Norman Gimbel                     | 4:24  |
| 11.             | „Our Love Is Here to Stay”                         | George Gershwin, Ira Gershwin                           | 4:24  |
| 12.             | „They Can’t Take That Away from Me”                | George Gershwin, Ira Gershwin                           | 5:12  |
| Bonus           |                                                    |                                                         |       |
| 13.             | „I Got It Bad and That Ain’t Good” (Margaret solo) | Duke Ellington, Paul Francis Webster                    | 2:42  |
|                 |                                                    | Całkowita długość:                                      | 58:50 |
| Limited Edition |                                                    |                                                         |       |
| 14.             | „Just the Two of Us” (Acoustic Version)            | Bill Withers, Ralph MacDonald, William Salter           |       |
| 15.             | „‘Deed I Do” (Acoustic Version)                    | Fred Rose, Walter Hirsch                                |       |

## Pozycja na liście sprzedaży
| Kraj   | Lista (2015)              | Najwyższa pozycja |
| ------ | ------------------------- | ----------------- |
| Polska | Oficjalna Lista Sprzedaży | 28                |

## Certyfikat
| Kraj          | Certyfikat      | Sprzedaż |
| ------------- | --------------- | -------- |
| Polska (ZPAV) | platynowa płyta | 30 000+  |